# George Dyson
Sir George Dyson (ur. 28 maja 1883 w Halifaksie w hrabstwie Yorkshire, zm. 28 września 1964 w Winchesterze) – brytyjski kompozytor, pedagog i pisarz muzyczny.

## Życiorys
Początkowo kształcił się w Oksfordzie, później od 1900 do 1904 roku studiował w Royal College of Music w Londynie. Dzięki otrzymanemu stypendium w latach 1904–1908 kontynuował edukację we Włoszech i Niemczech. Po powrocie do Anglii pracował jako nauczyciel w Osborne House, Marlborough i Rugby. Podczas I wojny światowej służył na froncie. Po demobilizacji został w 1921 roku dyrektorem Wellington College. W późniejszym okresie był dyrektorem Winchester College (1924–1937) oraz Royal College of Music (1938–1952). W 1941 roku otrzymał tytuł szlachecki. Rycerz Komandor Królewskiego Orderu Wiktoriańskiego (1953).
Tworzył głównie muzykę chóralną. Skomponował m.in. kantaty In Honour of the City (1928), The Canterbury Pilgrims (1931), St Paul’s Voyage to Melita (1933), The Blacksmiths (1934), Nebuchadnezzar (1935), Quo vadis (1939), Sweet Thames run softly (1954), Benedicite (1955), ponadto symfonię G-dur (1937), koncert skrzypcowy Es-dur (1942), Preludium, Fantasie and Chaconne na wiolonczelę i orkiestrę kameralną (1936).